# T18獵豬犬
T18獵豬犬（英語：T18 Boarhound）是一款美國於第二次世界大戰期間研發的重型裝甲車，僅生產了少許數量，主要提供給英軍使用。

## 歷史
1941年7月，美國陸軍軍械總隊發佈了新款重型裝甲車的技術需求（同時亦發佈了新款中型裝甲車的技術需求，即是後來的T17獵鹿犬裝甲車），該款裝甲車將被提供給英國軍隊使用。原型車於1942年被黃色教練公司（英語：Yellow Coach Company）設計出來。這是一款大型的8x8（前後各八個路輪，皆可驅動）裝甲車；前面的四個路輪則用做導向輪。厚重的裝甲使整體車重來到26噸，大約是一輛同級中型戰車的重量。原型車的最初武裝為一門安裝於炮塔上的M6 37毫米炮，一挺.30口徑同軸機槍，以及一挺.30口徑航向機槍。然而，37毫米主炮的反坦克能力十分貧弱。因此稍後的量產版本T18E2（被英軍取了「獵豬犬」的綽號）便改裝一門M1 57毫米戰防炮，即美製版本的英國QF6磅炮。
美國陸軍始終對T18興趣缺缺。 英國陸軍原本訂購了2500輛，但由於單位造價高昂，而且作戰表現不如預期，僅僅運送了30輛往北非後訂單便被取消。T18從未被廣泛地運用於作戰中；然而卻有一定數量的T18被用於防禦英軍位於北非的基地，亦有少量的T18參與了運送行動。一些資料亦顯示有限數量的T18被後備部隊用於執行一些特殊任務。根據位於西倫敦的國家檔案資料庫（英語：The National Archives，TNA）內的紀錄表示，1942年下半年，大約8輛T18被編派給英國陸軍第8軍團，並被用作火力支援車輛，有時亦會執行偵察任務。然而紀錄亦指出沒有任何一輛T18被指派執行重要任務。 
目前世界上唯一倖存的T18保存於英國伯文頓的戰車博物館。

## 型號
- T18 - 最初的型號，裝備一門37毫米炮。
- T18E1 - 六輪的版本，開發計畫後來被取消。
- T18E2 - 量產版本，裝備一門57毫米炮。

## 註記
1. ↑  General Orders pursuant to Armoured Actions - North Africa - Reference: Available Armoured Stockpiles-1942-7-12 and 1942-7-23 - The National Archives (TNA) at Kew, West London

## 外部連結
- Warwheels.net（页面存档备份，存于）